# Герб Мазовецкого воеводства
Герб Мазовецкого воеводства (пол. Herb województwa mazowieckiego) — один из официальных символов Мазовецкого воеводства Польши. Утверждён Постановлением Сеймика Мазовецкого воеводства № 90/06 от 29 мая 2006 года.

## Описание
На гербе Мазовецкого воеводства изображен белый орел с золотыми клювом и когтями на красном фоне.
Герб является современной интерпретацией исторического герба мазовецких князей династии Пястов.

## История
Первоначально принятым в 2002 году изображением герба был серебряный (белый) орёл с золотыми клювом и когтями и золотым кольцом, скрепляющим хвост. Однако утверждённое изображение герба было пересмотрено Геральдической комиссией и в 2006 году был принят действующий в настоящее время герб.
Автором проекта герба является польский художник Анджей Гейдрих.